# Rohrbach (Renânia-Palatinado)
Rohrbach é um município da Alemanha localizado no distrito de Südliche Weinstraße, no estado da Renânia-Palatinado. É membro da associação municipal de Verbandsgemeinde Herxheim.

## Política
Cadeiras ocupadas na comunidade:
|      | SPD | CDU | FDP | FWG | Total       |
| 2009 | 3   | 5   | 2   | 6   | 16 Cadeiras |
| 2004 | 3   | 6   | 3   | 4   | 16 Cadeiras |